# Duarte de Meneses
Pour les articles homonymes, voir Meneses.

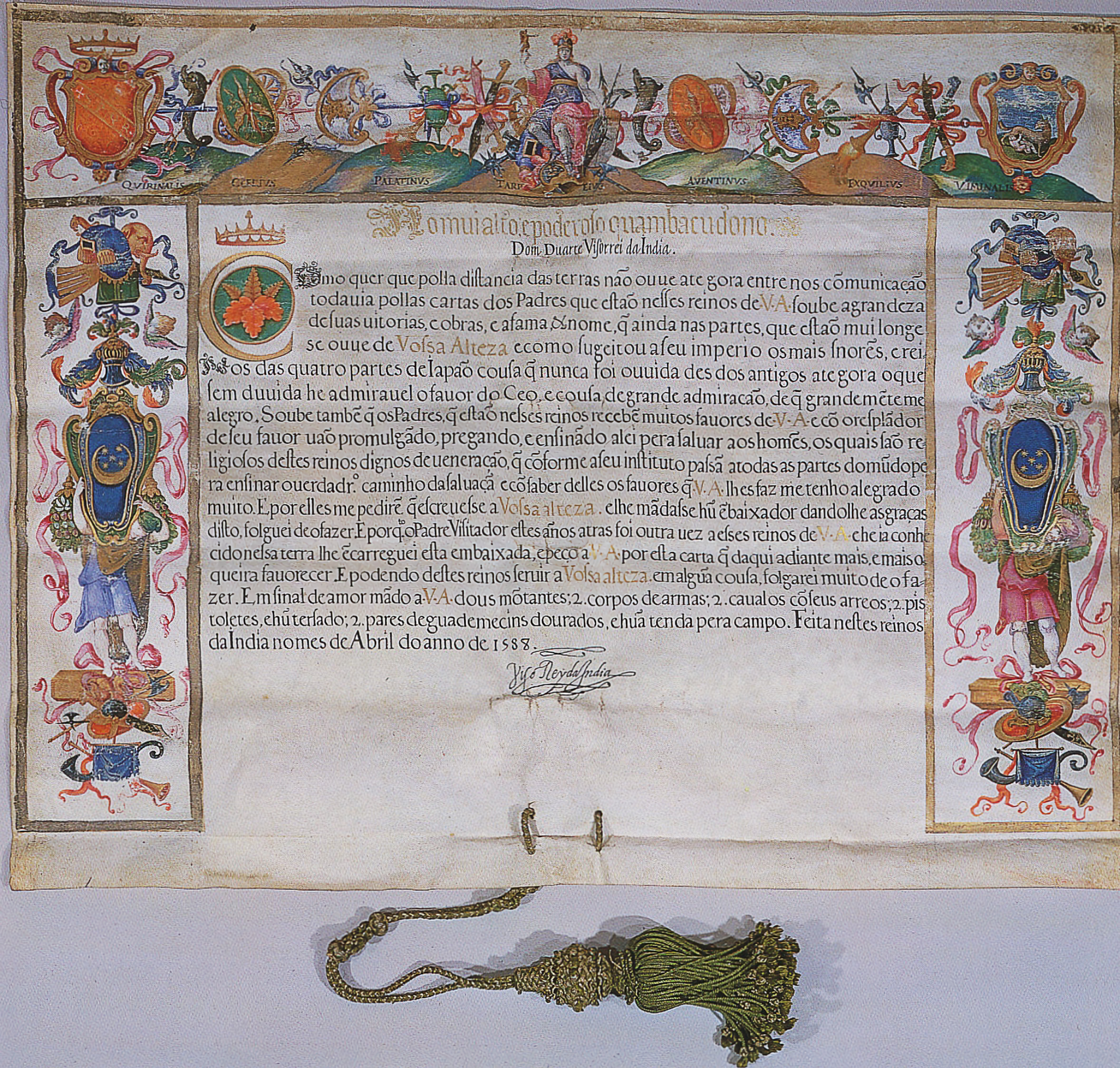
Lettre du vice-roi Duarte de Meneses adressé au daimyo Hideyoshi Toyotomi en 1588

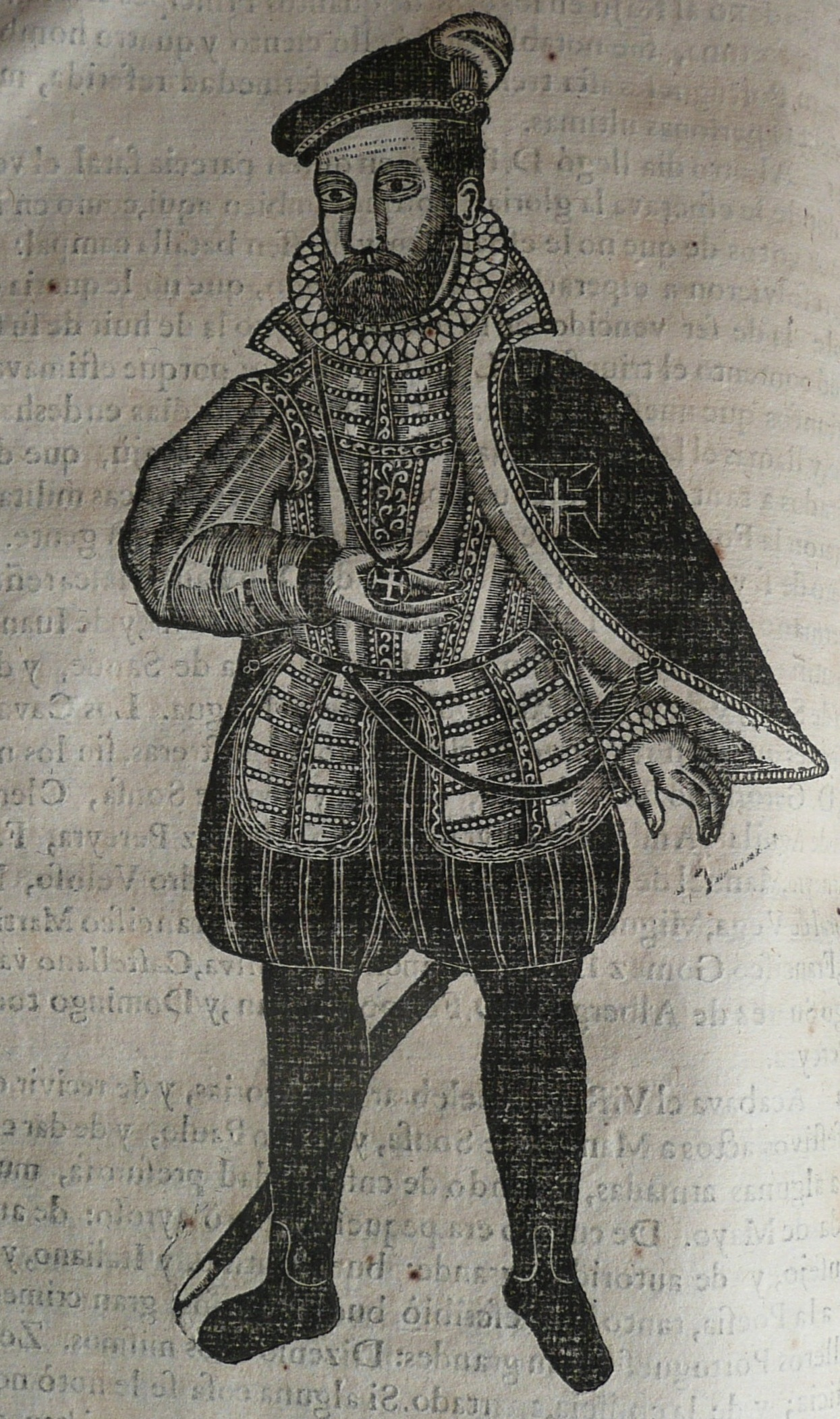
D. Duarte de Meneses. In Ásia portuguesa de Manuel de Faria e Sousa. Lisbonne 1672

Duarte de Meneses, né le 6 décembre 1537 à Tanger et mort à Goa le 15 mai 1588  est un militaire portugais. C'est le trentième gouverneur de l'Inde portugaise (1584-1588). Il est le petit-fils de Duarte de Meneses, lui-même gouverneur de la colonie entre 1522 et 1524.
Il tente de dissuader Sébastien Ier de Portugal de lancer une campagne contre le Maroc en 1578 et prend le commandement lorsque celui-ci s'avère incapable de diriger ses troupes. Il est fait prisonnier à Alcácer-Quibir
Lorsqu'il retourne au Portugal, il devient gouverneur de l'Algarve et reçoit en reconnaissance de ses services, le titre de comte de Tarouca.
Nommé vice-roi de l'Inde portugaise en 1584, il conserve le poste jusqu'à sa mort, en 1588. Manuel de Sousa Coutinho lui succède alors à la tête de la colonie.